# Liste der Kulturdenkmale in Schönau im Schwarzwald

In der Liste der Kulturdenkmale in Schönau im Schwarzwald sind Bau- und Kunstdenkmale der Stadt Schönau im Schwarzwald verzeichnet, die im „Verzeichnis der unbeweglichen Bau- und Kunstdenkmale und der zu prüfenden Objekte“ des Landesamts für Denkmalpflege Baden-Württemberg verzeichnet sind. Dieses Verzeichnis ist nicht öffentlich und kann nur bei „berechtigtem Interesse“ eingesehen werden. Die folgende Liste ist daher nicht vollständig.

## Allgemein
- Bild: Zeigt ein ausgewähltes Bild aus Commons, „Weitere Bilder“ verweist auf die Bilder im Medienarchiv Wikimedia Commons.
- Bezeichnung: Nennt den Namen, die Bezeichnung oder die Art des Kulturdenkmals.
- Lage: Straßenname und Hausnummer oder Flurstücknummer des Kulturdenkmals, gegebenenfalls auch den Ortsteil. Die Grundsortierung der Liste erfolgt nach dieser Adresse. Der Link (Karte) führt zu verschiedenen Kartendiensten mit der Position des Kulturdenkmals. Fehlt dieser Link, wurden die Koordinaten noch nicht eingetragen. Sind diese bekannt, können sie über ein Tool mit einer Kartenansicht einfach nachgetragen werden. In dieser Kartenansicht sind Kulturdenkmale ohne Koordinaten mit einem roten bzw. orangen Marker dargestellt und können durch Verschieben auf die richtige Position in der Karte mit Koordinaten versehen werden. Kulturdenkmale ohne Bild sind an einem blauen bzw. roten Marker erkennbar.
- Datierung: Baubeginn, Fertigstellung, Datum der Erstnennung oder grobe zeitliche Einordnung entsprechend des Eintrags in der zuständigen Denkmaldatenbank (Landesamt für Denkmalpflege Baden-Württemberg).
- Beschreibung: Kurzcharakteristik des Kulturdenkmals.

## Kulturdenkmale der Stadt Schönau im Schwarzwald
| Bild           | Bezeichnung            | Lage               | Datierung | Beschreibung | ID |
| -------------- | ---------------------- | ------------------ | --------- | --- | -- |
|                | Gerichtsgebäude        | Friedrichstraße 24 | 19. Jh.   | zweigeschossiger, symmetrisch gegliederter Baukörper mit flachem Walmdach und rückwärtiger Grundstücksmauer; Mitte 19. Jahrhundert. |    |
| Weitere Bilder | Mariä Himmelfahrt      | Hintere Hofmatt 2  | 20. Jh.   | Kirche mit hochgewölbten, dreischiffigen Langhaus mit breitem Querschiff mit Pfeilerstreben in Richtung Westen. In Richtung Osten erhebt sich der 90 Meter hohe Glockenturm, in dem im oberen Bereich Balustraden und Fialen zu kleinen Giebeln zusammenlaufen. Zwischen den Balustraden befinden sich die Klangarkaden, in den Giebeln befinden sich die Zifferblätter der Turmuhr. Darüber schließt eine sehr spitze achtseitige Pyramide mit Turmkugel an. |    |
| Weitere Bilder | Bergkirche             | Letzbergstraße 2   | 1927      | Evangelische Pfarrkirche, Saalbau mit eingezogenem Chor mit anschließendem Pfarrdienerhaus, Substruktionsmauern und Treppenanlage; 1925/27, Architekt: Regierungsbaumeister Christian Schrade |    |
|                | Heimatmuseum Klösterle | Neustadtstraße 21  | 18. Jh.   | „Heimatmuseum Klösterle“, urspr. Wohnhaus; eingeschossiger, zweiteiliger Bau mit Mansard- bzw. Satteldach; teilweise Ständerbohlenkonstruktion; 18. Jahrhundert. |    |
| Weitere Bilder | Wallfahrtskapelle      | Schönenbuchen 2    | 17. Jh.   | Kapelle einschließlich historischer Ausstattung; Saalbau mit kryptenartigem Raum und Dachreiter; spätes 17. und spätes 18. Jahrhundert. |    |
|                | Wohnhaus               | Talstraße 14       | 17. Jh.   | Wohnhaus, dreigeschossig, Satteldach, im 1. Obergeschoß Fensterband; 17. / frühes 18. Jahrhundert. |    |